# Берестовец (Кормянский район)
Берестовец (бел. Бераставец) — деревня в Староградском сельсовете Кормянского района Гомельской области Беларуси.
На севере граничит с небольшим лесом.

## География

### Расположение
В 18 км на запад от Кормы, в 41 км от железнодорожной станции Рогачёв (на линии Могилёв — Жлобин), в 96 км от Гомеля.

### Гидрография
На юге мелиоративные каналы, от которых отходит безымянный ручей, текущий через деревню и впадает в водохранилище (около деревни Хизов), а затем в реку Добрич.

## Транспортная сеть
Транспортные связи по автодороге Корма — Ямное и шоссе Довск — Гомель. Планировка состоит из длинной почти прямолинейной широтной улицы, параллельно которой проходят 2 короткие улицы. Застройка двусторонняя, плотная, деревянная усадебного типа.

## История
Согласно письменным источникам известна с XVIII века как деревня в Речицком повете Минского воеводства Великого княжества Литовского. Упоминается в инвентаре Меркуловичского староства в 1720 году. После 1-го раздела Речи Посполитой (1772 год) в составе Российской империи. Согласно ревизии 1859 года во владении помещика А. А. Манкевича. Согласно переписи 1897 года действовали хлебозапасный магазин, 3 ветряные мельницы. В 1909 году 783 десятины земли. В 1910 году открыта земская школа, которая разместилась в наёмном крестьянском доме, а в начале 1920-х годов для неё было выделено национализированное здание.
В 1930 году организован колхоз «Заря Беларуси», работали кузница, 2 ветряные мельницы, конная круподёрка. Согласно переписи 1959 года в составе совхоза «Богдановичи» (центр — деревня Хизов), действовал клуб.

## Население

### Численность
- 2004 год — 100 хозяйств, 183 жителя.

### Динамика
- 1897 год — 85 дворов, 544 жителя (согласно переписи).
- 1909 год — 91 двор, 660 жителей.
- 1959 год — 647 жителей (согласно переписи).
- 2004 год — 100 хозяйств, 183 жителя.